# Янаул (станция)
Янаул — железнодорожная станция Ижевского региона Горьковской железной дороги в городе Янауле. Грузовая и пассажирская станция.

## История
В 1909—1916 гг. строилась железная дорога Казань — Екатеринбург. «Чугунка» прошла между деревнями Иванаево (Иманаево, Юбанаево) и Янаул, расположенными на расстоянии всего лишь одной версты друг от друга. Здесь открылась станция, её назвали Янаул.
На станции построили вокзал, водокачку, несколько домов (казарм) для работников железной дороги. Первый поезд через неё, по рассказам старожилов, прошел в 1916 году. Открытие станции дало новое направление в жизни деревни.
Затем вокзал неоднократно реконструировался, последняя, полная реконструкция в прошла 2000 году, деньги выделены из федерального бюджета.
Пешеходный путепровод над железнодорожными путями, соединяющий северную и южную части города был построен в 1953 году, реконструирован в 2022 году.

## Поезда дальнего следования
По графику 2021 года через станцию курсируют следующие поезда дальнего следования:

### Круглогодичное движение поездов
| № поезда    | Маршрут движения            | № поезда    | Маршрут движения            |
| ----------- | --------------------------- | ----------- | --------------------------- |
| 15 "Урал"   | Челябинск — Москва          | 16 "Урал"   | Москва — Челябинск          |
| 59 "Тюмень" | Нижневартовск — Москва      | 60 "Тюмень" | Москва — Нижневартовск      |
| 75          | Омск — Симферополь          | 76          | Симферополь — Омск          |
| 81          | Улан-Удэ — Москва           | 82          | Москва — Улан-Удэ           |
| 89          | Петропавловск — Москва      | 90          | Москва — Петропавловск      |
| 95          | Барнаул — Москва            | 96          | Москва — Барнаул            |
| 107         | Нижневартовск — Волгоград   | 108         | Волгоград — Нижневартовск   |
| 115         | Томск — Адлер               | 116         | Адлер — Томск               |
| 117         | Новокузнецк — Москва        | 118         | Москва — Новокузнецк        |
| 127         | Екатеринбург — Ижевск       | 128         | Ижевск — Екатеринбург       |
| 135         | Барнаул — Москва            | 136         | Москва — Барнаул            |
| 139         | Барнаул — Адлер             | 140         | Адлер — Барнаул             |
| 303         | Алма-Ата — Казань           | 304         | Казань — Алма-Ата           |
| 315         | Ташкент — Казань            | 316         | Казань — Ташкент            |
| 335         | Екатеринбург — Новороссийск | 336         | Новороссийск — Екатеринбург |
| 377         | Новый Уренгой — Казань      | 378й        | Казань — Новый Уренгой      |
| 445         | Екатеринбург — Кисловодск   | 446         | Кисловодск — Екатеринбург   |

### Сезонное движение поездов
| № поезда | Маршрут движения                              | № поезда | Маршрут движения                              |
| -------- | --------------------------------------------- | -------- | --------------------------------------------- |
| 233      | Екатеринбург — Имеретинский курорт            | 234      | Имеретинский курорт — Екатеринбург            |
| 521      | Приобье — Новороссийск                        | 522      | Новороссийск — Приобье                        |
| 595      | Новый Уренгой — Тюмень — Екатеринбург — Анапа | 596      | Анапа — Екатеринбург — Тюмень — Новый Уренгой |

## Пригородное сообщение
Пригородные перевозки на станции Янаул обслуживает ППК «Содружество». По состоянию на 2020 год электрички курсируют до Ижевска, Сарапула, Красноуфимска и Нефтекамска.